# Gyrocarpus
Genre
Gyrocarpus est un genre de plantes à fleurs de la famille des Hernandiaceae, comprenant cinq espèces d'arbres tropicaux.
C'est le genre type de la famille des Gyrocarpaceae (famille non reconnue, synonyme de Hernandiaceae).

## Description

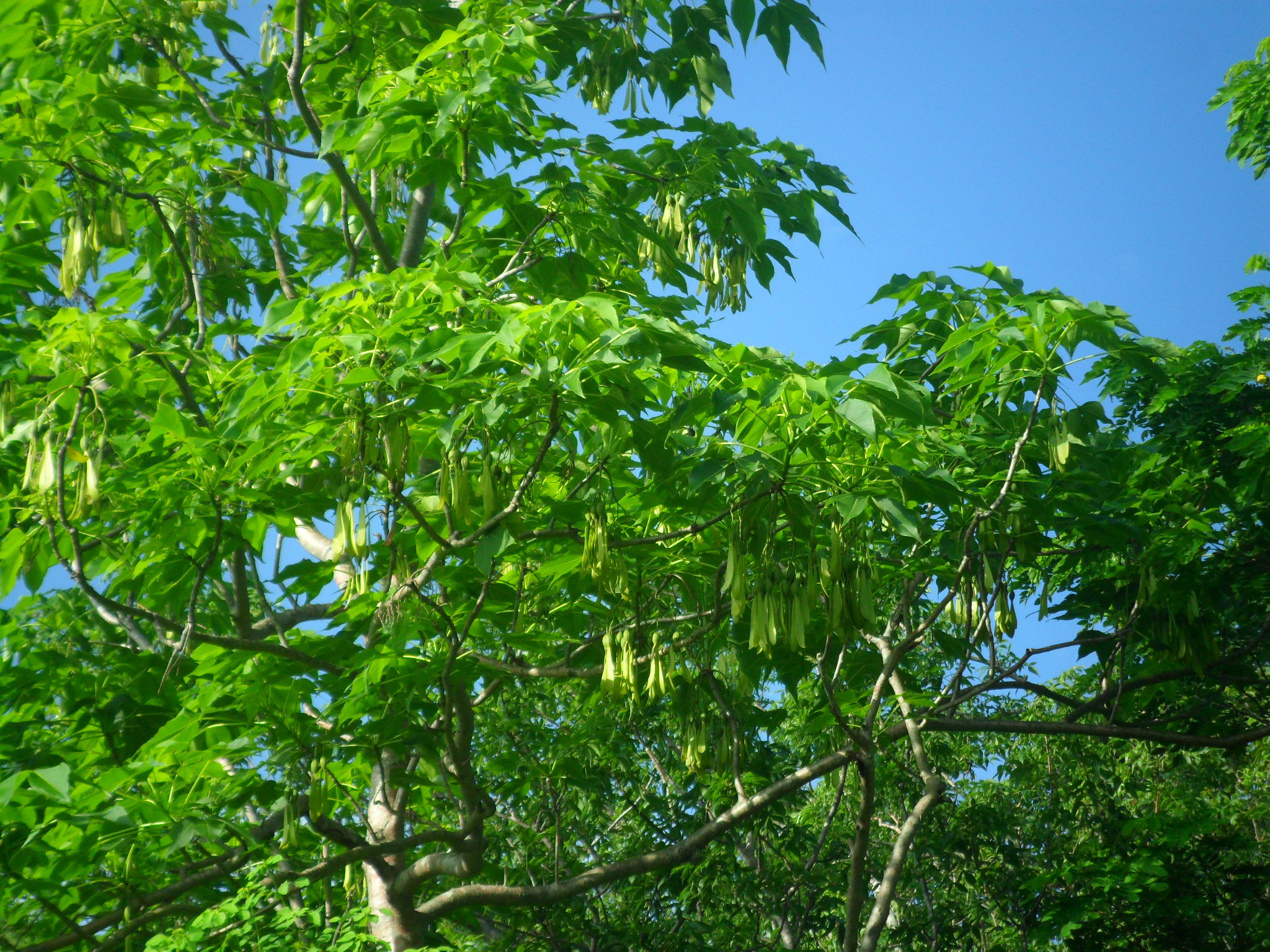
Gyrocarpus jatrophifolius.

Ce sont des arbres à feuilles simples à long pétiole, non divisées ou à 3 à 5 lobes. 
Les fleurs sont très petites et nombreuses, disposées en cymes ébractées en corymbe, portées principalement à l'aisselle des feuilles supérieures. Les fleurs sont polygames, principalement mâles. Le périanthe se divise en 4 à 8 parties ; les lobes sont en un seul verticille, imbriqués, égaux ou inégaux, deux plus grands que les autres et accrescents dans les fleurs hermaphrodites. Les étamines sont très exsudées, de deux à sept mais généralement par quatre, insérées à la base du périanthe ; les anthères sont déhiscentes latéralement, les valves s'ouvrant vers le haut. Les staminodes sont plus ou moins clavés, aussi nombreux que les étamines et alternant avec elles, ou plus nombreux. Le style est droit ; le stigmate est obliquement élargi. 

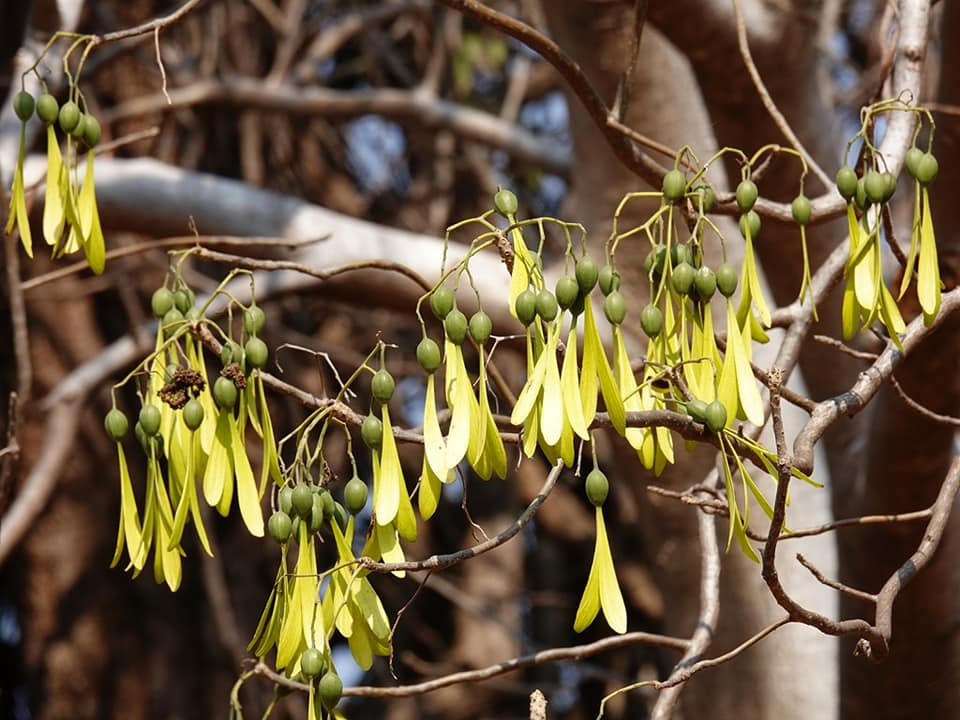
Fruits de Gyrocarpus americanus.

Le fruit présente deux ailes terminales formées par des segments de périanthe accrescents. Les cotylédons sont tordus en spirale.

## Répartition
Le genre est représenté en Amérique centrale, au nord de l'Amérique du Sud, en Afrique, en Asie du Sud et du Sud-Est, en Océanie.

## Liste des espèces

### Noms corrects
Ce genre comprend les cinq espèces suivantes,, :
- Gyrocarpus americanus Jacq.
- Gyrocarpus angustifolius (Verdc.) Thulin
- Gyrocarpus hababensis Chiov.
- Gyrocarpus jatrophifolius Domin
- Gyrocarpus mocinoi Espejo

### Synonymes
Selon la WCVP :
- Gyrocarpus acuminatus Meisn., synonyme de Gyrocarpus americanus Jacq.
- Gyrocarpus asiaticus Willd., synonyme de Gyrocarpus americanus Jacq.
- Gyrocarpus jacquinii Gaertn., synonyme de Gyrocarpus americanus Jacq.
- Gyrocarpus jacquinii Roxb., synonyme de Gyrocarpus americanus Jacq.
- Gyrocarpus lobatus Blanco, synonyme de Gyrocarpus americanus Jacq.
- Gyrocarpus pendulus Blanco, synonyme de Engelhardia spicata Lechen ex Blume
- Gyrocarpus rugosus R.Br., synonyme de Gyrocarpus americanus Jacq.
- Gyrocarpus sphenopterus R.Br., synonyme de Gyrocarpus americanus subsp. sphenopterus (R.Br.) Kubitzki